# Водяне (Роздорська селищна громада)
Водяне́ — село в Україні, у Роздорській селищній територіальній громаді Синельниківського району Дніпропетровської області. Входить до складу Населення за переписом 2001 року становить 208 осіб. 

## Уточнення
До 2016 року орган місцевого самоврядування — Старовишневецька сільська рада.
12 червня 2020 року, відповідно до розпорядження Кабінету Міністрів України № 709-р від «Про визначення адміністративних центрів та затвердження територій територіальних громад Дніпропетровської області», увійшло до складу Роздорської селищної територіальної громади.
19 липня 2020 року, в результаті адміністративно-територіальної реформи та ліквідації   Синельниківського (1923—2020) району, село увійшло до складу новоутвореного Синельниківського району.
В селі похований Макаров Олег Михайлович — сержант Збройних сил України, учасник російсько-української війни 2014–2015.

## Географія
Село Водяне розташоване на відстані 1 км від села Новопавлоградське. По селу протікає пересихаючий струмок з загатою. Поруч проходять автомобільна дорога Т 0416 і залізниця, станція Зайцеве за 4 км.

## Населення

### Мова
Розподіл населення за рідною мовою за даними перепису 2001 року:
| Мова            | Кількість | Відсоток |
| --------------- | --------- | -------- |
| українська      | 194       | 93.27%   |
| російська       | 12        | 5.77%    |
| інші/не вказали | 2         | 0.96%    |
| Усього          | 208       | 100%     |

## Інтернет-посилання
- Погода в селі Водяне [Архівовано 20 грудня 2011 у Wayback Machine.]